# Пак (фамилия)
Пак (хангыль: 박, ханча: 朴) — фамилия, третья по численности в Корее после Ким и Ли. Считается[кем?], что среди Пак нет ни одного рода, пришедшего извне, это исконно корейская фамилия. В английском языке эта фамилия часто записывается как Park, что при побуквенном переводе на русский язык даёт искажённое Парк. Однако, помимо корейцев фамилия Пак имеется у таких народов, как венгры, словаки и украинцы, не имея никаких связей с фамилией корейского происхождения.

## История основания фамилии (рода) Пак
Единым основателем родов Пак считается Пак Хёккосе. Он был основателем и первым королём государства Силла, которое на протяжении тысячи лет играло выдающуюся роль в истории корейского народа, сумев ранее многих европейских государств покончить с феодальной раздробленностью и объединив в VII веке нашей эры все страны Корейского полуострова в единое государство, так называемое Объединённое Силла.

## История основания кланов (пон) фамилии Пак
56 королей государства Силла, сменяя друг друга, носили три фамилии: Пак, Ким и Сок. В роду Пак, ведущих родословную от короля Пак Хёккосе, было 10 королей. Два правнука короля Пак Хёккосе, король Пхаса и король Ильсон, образовали две разные группы родов. Потомками Пхаса считаются Пак из родов «Ёнхэ», «Мёнчхон» и «Канърынъ». Пак из ветвей «Кванджок», «Пиан», «Убонъ», «Исан» и «Хэджу» также считаются его потомками.
В свою очередь, потомки короля Ильсона в 25 поколении, Кёнмён и Кёнэ, снова разделились и каждый из них образовал свою ветвь.

## КоролиСиллаиз рода Пак
- Пак Хёккосе (57 до н. э.—4 н. э.)
- Намхе Чхачхаун (4—24)
- Юри Исагым  (24—57)
- Пхаса Исагым (80—112)
- Чима Исагым (112—134)
- Ильсон Исагым (134—154)
- Адалла Исагым (154—184)
- Синдок Ван  (913—917)
- Кёнмён Ван (917—924)
- Кёнэ Ван (924—927)